# 韓庚
韩庚（1984年2月9日—），中国大陸男演员、歌手。曾為韓國男子團體Super Junior成员及子團Super Junior-M隊長，於2009年与SM娱乐解约後返回中國大陸发展，音乐类型以流行舞曲为主，2015年轉向影视演员发展。代表作有《致我們終將逝去的青春》、《前任攻略》和《前任3：再見前任》。

## 生平
1984年，韩庚出生於黑龙江省牡丹江市。韩庚12岁独自前往北京，就读中央民族大学舞蹈系中專班，专攻民族舞蹈，还附加学习了芭蕾、武术，期间他多次随团到美国、俄罗斯、香港、台湾、澳门等地演出。
1999年10月1日，韩庚代表少数民族青少年的少數民族赫哲族参加了50周年的国庆阅兵仪式。
2001年12月，韩庚参加了由韓國SM娛樂主辦的H.O.T China新人徵選。競爭率是3000比1，韓庚在選秀活動結束後沒預想自己會被選中。
這之後，韓庚暫時在一些低預算電影中跑龍套以掙到學費。2002年8月下旬，韓庚被告知，他將進入SM Entertainment。韓庚自中央民族大學舞蹈系中專班畢業後，前往韓國，學習唱歌、舞蹈、演戲，還有韓語。在2003年中期，韓庚與其他練習生以同樣身份搬進宿舍生活，與他們一起參加培訓課程。2005年11月，SM Entertainment面向全亚洲娱乐市场推出了大型男子音樂組合“Super Junior”。这一组合从一开始便引起各方关注，并在短短时间内就迅速走红。而韩庚作为其中唯一的中国成员，是第一位正式在韩国出道的中国人。11月6日，Super Junior於SBS《人气歌谣》以正規一輯主打歌“TWINS”正式出道，韩庚亦正式踏上了他的演艺征途。
韩庚在2005年以男子音樂组合Super Junior成員出道，发行过超过4张唱片，以及举办巡回演唱会，迅速席卷全亚洲。2008年并入面向华语市场的子團Super Junior-M並於隊內擔任隊長。2010年與SM娛樂解約並退團，回到中國以音乐、电影全方位发展。首张个人音乐专辑《庚心》创百万销售奇迹，首场个人演唱会票务以37分钟售罄创亚洲记录，包揽所有顶级颁奖典礼最佳男歌手或最受欢迎男歌手奖项，并在2011年以后，以男主角身份主演电影大片《大武生》，《致我们终将逝去的青春》等，创下多个网络搜索第一、点击率第一的记录，成绩斐然。
2012年，韩庚主攻“音乐”，他以全部精力和时间投入专辑《寒更》的制作及发布，在全亚洲同步发行唱片，并在亚洲多个排行榜上登顶销售冠军及单曲冠军；同时韩庚启动2012“寒更·庚心”世界巡回演唱会，在已经举办的场次中，积累了超过10万歌迷进场观看，是中国内地最年轻挑战3万体育场的男歌星。

## 个人履历

### 早年发展(1990－1999)
- 1990年到1996年，韓庚就讀於中华人民共和国黑龙江省牡丹江市光華小學。
- 1996年，年僅12歲的韓庚隻身前往北京，就讀中央民族大學中專，專攻民族舞蹈，還附加學習了芭蕾、武術。期間隨團到美國、俄羅斯、香港、臺灣、澳門等地演出。
- 1999年，代表少數民族青少年的赫哲族參加了中華人民共和國50周年的國慶閱兵儀式。

### 2000－2002年
- 2001年，韩庚参加了SM Entertainment在中国举行的选拔活动“H.O.T.China”，凭借其出众的外形、舞技及才华，以3000:1的比例在众多参选者中脱颖而出。
- 2002年，学习了56个民族舞蹈的韩庚，从中央民族大学毕业。毕业汇报中他表演了3支舞蹈--《猎人》、《草原茫茫》、《踏上征途》。

### 2003年
- 2003年3月，年僅19歲的韓庚前往韓國進入SM Entertainment開始練習生生活，經歷了2年多的演唱、舞蹈、演技、聲樂、語言等多方面的練習和培訓，其間，韓庚以個人身份在韓國參加了多次T台show，以及各類服裝雜誌拍攝。

### 2005年
- 2005年11月6號，SM Entertainment策劃了面向亞洲娛樂市場的大型男子組合“Super Junior”。其成員是從各個地區選拔的專長演唱、舞蹈、表演、作曲、演奏、T台、MC的12名才藝出眾的新人。這一組合從一開始便引起各方關注，並在短短時間內就迅速走紅。而韓庚是其中唯一的中國出身的成員並且是第一位正式在韓國出道的中國公民。
- 2005年11月6日，Super Junior於人氣歌謠以首張正規專輯主打歌“TWINS”正式出道，韓庚亦正式踏上了他的演]藝征途。
- 因為韓國法律對外國藝人的限制和簽證問題，韓庚只能上三個電視臺。

### 2006年
- 2006年4月24日， 韓庚首次以歌手身份回到中國。
- 2006年6月16日，在青島中韓文化節上，韓庚出道以來第一次在中國表演。

### 2007年
- 2007年2月，韓庚首次錄製國內訪談類節目《魯豫有約》。
- 2007年，出現長達8個月無法在韓國出演的空窗期(其中只有在花美男恐怖袭击事件的電影與宣傳會有出場)
- 2007年9月，直到super junior第二張專輯Don't Don發行後，才終於又回到韓國表演

### 2008年
- 2008年4月8日，韓庚攜SJ-M在中國正式出道，並於20號發行首張中文專輯《迷》當晚還參加音樂風雲榜，並作頒獎表演嘉賓。而後帶領SJ-M參加了各大綜藝節目或演出。
- 4月11號接拍了第一支單人廣告代言---珍視明。
- 在5月汶川大地震後，韓庚主動獻血，而後攜手其代言的珍視明品牌向災區捐款680萬元。此外，韓庚還帶領SJ-M成員積極參與各項慈善活動。並積極的呼籲觀眾和FANS多多參與到抗震救災的行列中來。
- 同時，在這年的3月19日，韓庚被選為北京地區奧運火炬手。並且參與了奧運歌曲《北京欢迎你》的演唱和MV錄製。作為可口可樂的火炬手代表，在深圳和奧運冠軍及全國各地火炬手代表一起唱響了奧運之歌—《紅遍全球》。期間還參與演出了了奧運倒計時200天和100天的盛大活動。
- 在8月7號作為北京地區240棒火炬手完成了傳遞火炬的神聖使命。
- 10月12日，進入《青春舞臺》（央視迎春勵志劇）劇組，13日韓庚的第一部電視劇《青春舞臺》正式開拍。同時演唱了片頭曲《青春夢想》。

### 2009年
- 1月，韓庚主演的第一部電視劇《青春舞臺》在各大電視臺相繼播出。年初，SJ在韓國首爾和中國南京，成都開辦演唱會。
- 3月，SJ的三輯發行。而後開始一系列宣傳活動。
- 5月1日，SJ參加《成龍的朋友們》北京鳥巢演唱會。
- 6月6日，韓庚個人出席GUCCI上海金鷹旗艦店開幕。
- 7月份開始，在韓國首爾，日本，泰國曼谷，香港，南京、台灣舉行第二次亞洲巡演。
- 9月14日，SJ-M 二輯發行。《SUPER GIRL》 MV發佈。隨後韓庚帶領成員參加中國大陸和臺灣的各種宣傳活動。
- 12月21日 韓庚正式向首爾中央地方法院請求判決與SM娛樂公司“專屬合約”無效。

### 2010年
- 3月9日，韓庚自“解約門”後，首次亮相搜狐《明星在線》
- 3月23日，韓庚在美國Santa Monica Blvd, West Hollywood, California 的Millions of milkshakes奶昔店製作自己的明星奶昔“Han Shake Dance", 成為亞洲第一位在該奶昔店製作明星奶昔的藝人。
- 3月25日，韓庚為西南旱災向“甘霖行動”現金捐款10萬元。
- 3月26日，韓庚參加東方衛視《咪咕明星學院》。
- 4月11日，韓庚參加在深圳舉行的《蒙牛酸酸乳音樂風雲榜十年盛典》
- 4月17日，韓庚參加廣州亞運會志願者名人堂活動
- 4月20日，韓庚解約訴訟 - 合約無效訴訟官司 一審
- 4月25日，韓庚廣州亞運會志願彩宣傳片
- 5月2日，韓庚參加上海世博會 中國元素館 開館儀式，並與豆豆演唱其主題曲《世界看中國》。世博志願者組織批准韓庚成為志願者大使，王平久老師代領大使證書。
- 5月4日，韓庚參加在海南三亞舉辦的“北京奧運火炬三亞首傳2周年紀念日”活動
- 5月18日，韓庚參加“紅牛新能量音樂計畫”發佈會
- 6月4日，亞運有我,精彩之吉 MV發佈會
- 6月12日，北京市文物局官方網站上發佈由韓庚錄製的“北京文物聲音標籤——長城”
- 6月13日，韓庚參加最佳現場錄製
- 6月14日，韓庚參加音樂風雲榜錄製
- 6月15日，韓庚解約訴訟 - 合約無效訴訟官司 三審
- 6月19日，韓庚參加超級訪問錄製
- 6月20日，韓庚參加詠樂匯錄製
- 6月22日，在慕田峪長城上舉行了新專輯《庚心》以及北展劇場個人演唱會的發佈會。
- 6月24日，韓庚參加快樂大本營錄製
- 6月30日，韓庚參加非常靜距離錄製
- 7月15日，詠樂匯播出
- 7月17-18日，韓庚在北京展覽館舉辦首個個人演唱會，名為《庚心》
- 7月24日，快樂大本營播出
- 7月27日，韓庚在全亞洲同步發行首張個人專輯《庚心》
- 8月18日，參加台灣綜藝節目錄影《SS小燕之夜》。已於8月20日由中天娛樂台播出。
- 12月21日，首爾中央地方法院判決韓庚勝訴，至此徹底與SM娛樂分道揚鑣。
- 12月22日，香港母親水窖公益活動

### 2011年
- 参加中央电视台春节联欢晚会，并与董洁合唱歌曲回家过年
- 录制打拐行动救救孩子公益歌曲《孩子》。
- 3月13日，韩庚驱车几个小时，和庚饭在河北赞皇汇合。为当地的孩子们送去书桌、文具和食品等，并和孩子们一起做游戏。
- 12月9日，韩庚在泰国首都曼谷做宣传活动，因泰国洪灾，特拿出自己钟爱的物品举行慈善拍卖，所得善款全部捐献，用于救助在洪灾中受灾的灾民。韩庚本人也捐出现金善款。
- 12月16日，韩庚携手某代言品牌为山东省残疾人福利基金会捐款10万元，帮助那些贫困残疾人大学生。
- 12月28日，韩庚在北京出席了lovelife慈善活动的内地启动仪式，“LOVE-LIFE活动”是台湾艺人陈建州范玮琪夫妇两年前创立和发起的公益活动，以关爱孩子为主，号召所有人从帮助身边人做起关注公益。而此次由韩庚作为内地发起人，主题为“我是公益的先行者”。他透露，活动提倡“微公益”概念，从身边小事做起。并投入行动，少说多做，“不观望，不盲目”，为做过的公益负责：“比如你捐了衣服，除了捐出去，还要看着你捐助的对象把衣服穿上，让这些捐的东西落到实处。”[11]

### 2012年
- 1月22日，参加中国中央电视台（cctv）春节联欢晚会，表演武术节目除夕的传说。
- 3月12日，“LOVE·LIFE”公益项目内地发起人韩庚，来到河北赞皇县上麻联办小学看望由他资助的孩子们，并为学校建立了爱心图书室。韩庚给孩子们带去了生活学习用品及“LOVE·LIFE”的纪念帽衫。
- 担任爱心包裹项目爱心大使。
- 录制爱佑基金&奥迪宝贝之家关爱孩子主题曲《最好的未来》。
- 5月10日，《mens uno风度》风度人物颁奖，北京。
- 7月12日，韩庚在紧张筹备个唱的间隙，专程驱车前往位于河北廊坊的泉源儿童之家、父家、奇妙爱心之家和喜乐之家。探望在那里的孤残儿童，并为孩子们送去童车、学步车等一车的生活物资。同时被授予思源焦点基金爱心大使。
- 7月28日，“寒更.庚心世界巡回演唱会”北京站。
- 9月5日，“寒更.庚心世界巡回演唱会”（泰国站）发布会。
- 9月15日，“寒更.庚心世界巡回演唱会”沈阳站。
- 10月13日，“寒更.庚心世界巡回演唱会”深圳站。
- 10月25日，出席《时装LOFFICIEL》举办“中国优雅盛典”活动。
- 11月3日，出席“芭莎男士年度盛典”获得2012芭莎男士年度绝对吸引力明星”。
- 11月11日（法兰克福时间）出席“MTV-EMA欧洲音乐大奖” 获得 “全球最佳艺人”。
- 12月10日，出席2012安徽卫视亚洲时尚盛典，获得亚洲最具影响力明星。

### 2013年
- 参加江苏卫视真人秀节目《星跳水立方》，作为首发8名明星之一出场。

### 2015年
- 參加浙江卫视大型综艺秀《奔跑吧兄弟》，第二季第一期。
- 參加湖南卫视大型综艺秀《星星的密室》，第二季 参赛嘉宾。
- 參加浙江卫视大型综艺秀《极速前进》，第二季 参赛嘉宾, 最终冠军。

### 2016年
- 參加浙江卫视大型推理综艺秀《二十四小时》，常驻MC。
- 參加深圳卫视大型综艺秀《对口型大战》，第一期。
- 參加浙江卫视大型综艺秀《王牌对王牌》，第4期。
- 參加东方卫视健身秀《燃烧吧，卡路里》第一期教练。
- 參加江蘇衛視大型推理神秘音樂秀《看見你的聲音》，為第二期之嘉賓。

### 2017年
- 參加浙江卫视大型推理综艺秀《二十四小时》，第二季常驻MC。
- 參加東方衛視大型自然探索類紀實真人秀《越野千里》，為開播首集嘉賓。

### 2018年
- 參加這就是街舞1大型街舞選拔類真人秀，擔任隊長一職。戰隊名稱"態度大師"。

### 2019年
- 參加這就是街舞2大型街舞選拔類真人秀，擔任隊長一職。

### 2021年8月
- 參加這就是街舞4大型街舞選拔類真人秀，擔任隊長一職。

### 2022年8月
- 參加這就是街舞5大型街舞選拔類真人秀，擔任隊長一職。

## 遭遇各种风波

### 演出限制
出道前，韓庚持度簽證進入韓國，因缺少艺人签证不得不每三個月回國重簽一次。2005年出道後，他所屬公司幫他簽了E-6（娛樂業）簽證，這樣他的逗留時間就可以延長了。但是，他的護照嚴重的限制了他在韓國的宣傳演出和出演不同公司的節目。李秀滿在2007年初的哈佛韓流大會上說，根據韓國法律，外國人在韓國僅允許出演三個電視臺，而韓庚僅被允許出演KBS和SBS。同公司的張力尹也是相同的境況。最初公司不知道相關規定被罰款。在韓庚與KBS和SBS簽訂演出合同前，他在舞臺上戴面具和帽子出演以把自己的臉隱藏。在組合向媒體透漏之前，許多人認為韓庚只是備用舞者。
儘管受到簽證限制，韓庚仍和其他成員出演了播送儀式的頻道對韓庚的出演都有限制的2007年的M.NET/KM音樂節和金碟獎。2008年8月1日，韓國政府解禁外國人表演，取消表演限制，外國藝人被允許在所有放送局出演。

### 解約風波
2009年12月21日，韓庚向首爾中央地方法院請求判決與SM公司的《專屬合同》無效。在12月23日，韓庚通過律師就解約事件做出回應，稱解約原因是基於收入分配不公及工作過密導致過勞，並公開合約內的6點不公平條約，包括與事務所簽訂的13年長約期間，因身體健康或進修不能參與活動，合約將會延長期效。如跳槽其他公司則需賠償公司培訓他所花費用的3倍及損失的2倍費用。他必須無條件接受公司安排的工作，如遲到或缺席則需罰款約合人民幣2.6萬至58萬元不等。收入分配方面，事務所規定專輯銷量超過5萬張，成員才可獲分2%利潤。他指出，最近兩年幾乎一天都沒有休息過。自2006年開始，除了在演出時能夠回到中國做片刻停留，其餘時間必須要在韓國。因為身體長期承受壓力，他的胃和腎患上了不同程度的疾病，還曾經因為通告過於密集累到打點滴。雖然他以健康為由向公司提出休假要求，卻遭到了拒絕。官司於1月8日開審。於6月15日再次開庭。

### 韓庚談解約事件
韓庚近日現身北京首度談及解約事件，也透露了最新的工作計畫。韓庚說：“在韓國，藝人與公司解約其實很平常，如果是獨立發展的歌手，解約完全可以通過正常的流程完成，但對於組合而言情況就敏感得多，面對的不僅是公司，還有多年一起打拼的隊友和歌迷。”他說，儘管過程很煎熬但現在已經走出了困擾，至於官司他已經完全交給律師處理，現在他只把工作放在第一位。

### 韓庚勝訴
南韓首爾中央法院12月21日宣判韓庚與SM公司陸續簽的合約等都是不平等條約、沒有法律效力，韓庚勝訴解除與公司的任何關係。判決原文：「經證實，2003年1月簽訂的專屬合同、2007年2月簽訂的變更合同和2007年12月簽訂的附屬合同等三個合同全部不存在。」但是SM娛樂公司表示無法接受這個決定，將繼續上訴。

### 韓庚和SM公司達成和解
2011年9月27日SM經紀公司和Super Junior成員韓庚之間的訴訟終於結束了。SM的法律代理人法務法人和韓庚的法律代理人法務法人透過共同報道資料表示：『韓庚和SM對於首爾高等法院2011年13014號專屬合約效力不存在確認訴訟相互間達成圓滿協議，韓庚提出撤訴，訴訟終結』。接著還表示：『韓庚和現在一樣有一段時間在中國活動。韓國的活動計劃還沒有確定。根據當事人雙方的協議不能透露具體的協議內容，這一點希望大家諒解。』韓庚方面於2011年9月21日提出撤銷專屬合約效力不存在確認請求訴訟，雙方訴訟事件就此結束。

## 争议

### 包贝尔婚礼闹伴娘事件
2016年3月30日，演员包贝尔在印尼巴厘岛举行婚礼，婚礼过程中闹伴娘的影片在网络上曝光后，引发舆论争议。参与的人员有新郎包贝尔，伴郎韩庚、王祖蓝、杜海涛和曾一竣。

## 影视作品

### 電視劇
| 年份   | 劇名                | 角色   | 備案              |
| 2006年 | 彩虹羅曼史          | 韓庚   | 第21集出現        |
| 2009年 | 青春舞台            | 夏磊   |                   |
| 2015年 | 屌丝男士4           | 帅哥   | 网络剧，第2集出現 |
| 2020年 | 还没爱够            | 陳炯   |                   |
| 2021年 | 北辙南辕            | 俞颂阳 | 网络剧            |
| 2022年 | 传家                | 唐鳳梧 |                   |
| 2023年 | 特工任務            | 高天阳 |                   |
| 2024年 | 猎冰                | 阿东   | 网络剧            |
| 2025年 | 借命而生            | 徐文国 | 网络剧            |
| 2025年 | 绽放的许开心        | 梅程奕 |                   |
| 未定   | 等到你              |        | 网络剧            |
| 未定   | 失忆之城:空氣的囚徒 | 李雷   |                   |
| 未定   | 浣溪沙              |        |                   |

### 電影
| 首映年份          | 電影名稱             | 角色            | 性質       |
| 2007              | 花美男連鎖恐怖事件   | 韓庚            | 客串       |
| 2011              | 建黨偉業             | 鄧小平          | 客串       |
| 2011              | 大武生               | 孟二奎          | 双男主     |
| 2011              | 第一大總統           | 胡漢民          | 男配角     |
| 2013              | 快樂到家             | Beckham         | 客串       |
| 2013              | 致我們終將逝去的青春 | 林靜            | 第二男主角 |
| 2014              | 有一天(中国大陸)     | 顧宁            | 主演之一   |
| 2014              | 前任攻略             | 孟云            | 第一男主角 |
| 2014              | 變形金剛4:毀滅紀元   | 韓庚            | 客串       |
| 2014              | 智取威虎山3D         | 姜磊            | 特别演出   |
| 2015 （中国大陆） | 哆啦A梦：伴我同行    | 成年大雄        | 普通话配音 |
| 2015              | 万物生长             | 秋水            | 第一男主角 |
| 2016              | 夏有喬木雅望天堂     | 唐小天          | 雙男主     |
| 2016              | 大话西游3            | 至尊宝/六耳獼猴 | 第一男主角 |
| 2016              | 羅曼蒂克消亡史       | 趙先生          | 男配角     |
| 2017              | 建軍大業             | 張學良          | 客串       |
| 2017              | 前任3：再见前任      | 孟雲            | 第一男主角 |
| 2018              | 尋找羅麥             | 赵捷            | 第一男主角 |
| 2018              | 解碼遊戲             | 李浩铭          | 第一男主角 |
| 2019              | 大侦探霍桑           | 霍桑            | 第一男主角 |
| 2020              | 我們永不言棄         | 周始            | 第一男主角 |
| 2021              | 真·三国無双          | 關羽            | 特别演出   |
| 2021              | 革命者               | 蔣中正          | 特别演出   |
| 2023              | 前任4：英年早婚      | 孟雲            | 第一男主角 |
| 2023              | 我爸没说的那件事     | 柳見三          | 第一男主角 |
| 2024              | 零度極限             | 凌风            |            |
| 2024              | 三叉戟               | 林楠            |            |
| 2025              | 营救飞虎             |                 |            |
| 待上映            | 萤火之光             |                 |            |
| 待上映            | 枪神                 | 崔道植          |            |

### 綜藝節目
- 2010年 民視 豬哥會社 嘉賓
- 2013年 江苏卫视 星跳水立方
- 2016年 浙江卫视 二十四小時 (綜藝節目)第一季 固定MC
- 2017年 浙江卫视 二十四小時 (綜藝節目)第二季 固定MC
- 2018年 优酷這就是街舞第一季 隊長
- 2019年 优酷這就是街舞第二季 隊長
- 2021年 优酷这就是街舞第四季 隊長
- 2022年 优酷这就是街舞第五季 隊長
- 2025年 芒果TV妻子的浪漫旅行·國際季

## 作品

### MV出演
| 日期   | 歌曲名(歌手)        |
| ------ | ------------------- |
| 2006年 | Timeless(張力尹)    |
| 2008年 | 星願(張力尹)        |
| 2008年 | 幸福的左岸 (張力尹) |

### 个人MV
| 年份   | 歌曲名称                  | 备注                         |
| ------ | ------------------------- | ---------------------------- |
| 2010年 | 《飞蛾扑火》              | 专辑《庚心》                 |
| 2010年 | 《say no》                | 专辑《庚心》                 |
| 2010年 | 《撑伞》                  | 专辑《庚心》                 |
| 2010年 | 《心疼笔记本》            | 专辑《庚心》                 |
| 2010年 | 《女皇》                  | 专辑《庚心》                 |
| 2010年 | 《my logo》               | 专辑《庚心》                 |
| 2010年 | 《爱的翅膀》              | 专辑《庚心》                 |
| 2010年 | 《我是火焰》              | 广州亚运会志愿者主题曲       |
| 2011年 | 《如梦令》                | 首部主演电影《大武生》主题曲 |
| 2012年 | 《狂草》                  | 专辑《寒更》                 |
| 2012年 | 《小丑面具》              | 专辑《寒更》                 |
| 2012年 | 《背叛灵魂》              | 专辑《寒更》                 |
| 2012年 | 《hero》                  | 专辑《寒更》                 |
| 2015年 | 《I Don't Give A 屑》     | 专辑《三庚》                 |
| 2015年 | 《夜伴三庚》              | 专辑《三庚》                 |
| 2015年 | 《深夜聽歌流眼淚》        | 专辑《三庚》                 |
| 2015年 | 《三不管地帶》            | 专辑《三庚》                 |
| 2015年 | 《逃不掉》                | 专辑《三庚》                 |
| 2015年 | 《season》                | 专辑《三庚》                 |
| 2015年 | 《tell me what you want》 | 专辑《三庚》                 |
| 2015年 | 《我不說》                | 专辑《三庚》                 |
| 2015年 | 《瞄準心臟開一槍》        | 专辑《三庚》                 |
| 2015年 | 《痞夫之勇》              | 专辑《三庚》                 |

## 音樂作品

### 中文專輯
| 專輯 # | 專輯資料                                                  | 曲目 |
| ------ | --------------------------------------------------------- | --- |
| 1st    | 首張專輯《庚心》 - 發行日期：2010年7月27日 - 語言：國語   | 曲目 1. 愛的翅膀 2. my logo 3. say no 4. 飛蛾撲火 5. 女皇 6. 心疼·筆記本 7. 撐傘 8. 簡單的人 9. 因為夢 10. 給陌生人的情書                                   |
| 2nd    | 第二張專輯《寒更》 - 發行日期：2012年7月29日 - 語言：國語 | 曲目 1. 狂草 2. 小丑面具 3. 靜不下來 4. 側臉 5. 背叛靈魂 6. The One 7. 玩世不恭 8. Hero 9. 還跟在你身邊 10. 我不缺                                          |
| 3nd    | 第三張專輯《三庚》 - 發行日期：2015年9月17日 - 語言：國語 | 曲目 1. I Don't Give A 屑 2. 夜伴三庚 3. 深夜听歌流眼泪 4. 三不管地带 5. 逃不掉 6. season 7. tell me what you want 8. 我不说 9. 瞄准心脏开一枪 10. 痞夫之勇 |

### OST
| 年份   | 歌曲名称         | 合作歌手             | 备注                                   |
| ------ | ---------------- | -------------------- | -------------------------------------- |
| 2009年 | 青春梦想         | 黄奕                 | 电视剧《青春舞台》主题曲               |
| 2011年 | 如梦令           |                      | 电影《大武生》主题曲                   |
| 2012年 | 云图             |                      | 电影《云图》中文版主题曲               |
| 2014年 | 那个女孩         |                      | 电影《前任攻略》主题曲                 |
| 2014年 | 谁Control        |                      | 电影《變形金剛4：絕跡重生》主题曲      |
| 2014年 | Shell Shocked    | Juicy J, Wiz Khalifa | 电影《忍者龜：變種世代》主题曲(中文版) |
| 2015年 | 有多少爱可以重来 | 张靓颖               | 电影《万物生长》片尾主题曲             |
| 2016年 | 一生所爱         |                      | 电影《大话西游3》插曲                  |
| 2019年 | 这就是我         |                      | 电影《大侦探霍桑》主题曲               |
| 2022年 | 侬还好伐         |                      | 电视剧《传家》片尾曲                   |

### 單曲
| 年份   | 歌曲名称             | 合作歌手 | 备注                                 |
| ------ | -------------------- | -------- | ------------------------------------ |
| 2008年 | 北京歡迎你           | 群星     | 2008年迎奧運百名歌手同唱歌曲         |
| 2010年 | 世界看中國           |          | 2010年上海世博會主題歌               |
| 2010年 | 亞運有我精彩之吉     | 周笔畅   | 2010年廣州亞運會歌曲                 |
| 2010年 | 我是火焰             |          | 2010广州亚运会志愿者激励歌曲         |
| 2010年 | 不能忘卻的紀念       | 谭晶     | 2010年紀念圓明園罹劫150週年主題歌    |
| 2010年 | 大手小手             | Olivia   | MusicRadio音乐之声我要上学主题曲     |
| 2011年 | 回家過年             |          | 2011年中央電視台春節聯歡晚會開場歌舞 |
| 2011年 | 孩子                 | 群星     | 拯救被拐儿童的公益歌曲               |
| 2011年 | 虹                   |          | 2011年第26屆世界大學生運動會火炬歌曲 |
| 2012年 | 最好的未来           | 张靓颖   |                                      |
| 2012年 | 最佳聽眾             | 萧亚轩   |                                      |
| 2013年 | X-MAN                |          |                                      |
| 2015年 | 我们是共产主义接班人 | TFBOYS   | 新版                                 |
| 2020年 | Yes, please          |          |                                      |
| 2021年 | 正青春               |          |                                      |
| 2023年 | 从不后悔             |          |                                      |

### 外语单曲
| 年份   | 歌曲名称 | 语言   | 备注 |
| ------ | -------- | ------ | ---- |
| 2019年 | 夜半三庚 | 日文版 |      |

## 演唱會
- (庚心)首場演唱會

| 日期             | 演唱會站次 | 舉行地點       |
| 2010年7月17-18日 | 北京站     | 北京展覽館劇場 |

- 韓庚首場粉絲見面會

| 日期          | 演唱會站次 | 舉行地點           |
| 2010年8月14日 | 上海站     | 上海長寧體操中心   |
| 2010年8月15日 | 台北站     | 台灣台北大學體育館 |
| 2010年10月3日 | 新加坡站   | 新加坡濱海藝術中心 |
| 2010年10月9日 | 曼谷站     | 泰國曼谷           |
| 2011年1月30日 | 香港站     | 香港九展           |

- 2012寒更·庚心中國巡迴演唱會

| 日期           | 演唱會站次 | 舉行地點                       |
| 2012年7月28日  | 北京站     | 北京万事达中心（五棵松体育馆） |
| 2012年8月28日  | 上海站     | 上海大舞台                     |
| 2012年9月15日  | 沈阳站     | 瀋陽鐵西體育場                 |
| 2012年10月13日 | 深圳站     | 深圳灣春繭體育場               |
| 2012年12月15日 | 鄭州站     | 鄭州會展中心                   |
| 2013年8月31日  | 重庆站     | 重庆市奥林匹克体育中心         |

- 其他大型演唱會

| 日期          | 演唱會名稱         | 舉行地點   |
| 2010年11月6日 | 超越極限巨星演唱會 | 上海體育場 |

## 獎項

### 頒獎典禮
| 年份 | 獎項 |
| ---- | --- |
| 2008 | - 真維斯光線時尚大典－年度時尚男藝人獎 |
| 2009 | - 韓國KBS評為－最受歡迎外國人獎 |
| 2010 | - 蒙牛酸酸乳音樂風雲榜十年盛典－蒙牛酸酸乳音樂風雲榜十年盛典音樂新勢力獎 - 第10届CCTV-MTV音樂盛典－內地最受歡迎男歌手獎 - 第3屆音乐风云榜新人盛典－年度最佳新人王獎 - 騰訊星光大典－年度男歌手獎 |
| 2011 | - 中國影響時尚盛典－年度最美實力歌手獎 - 新浪網絡盛典－年度男歌手獎 - 雪碧中國原創音樂流行榜音樂盛典－內地金曲獎、我最喜愛人氣偶像獎、最佳男歌手獎 - 華鼎電影盛典－最受期待演員獎 - 第18届東方風雲榜領獎典禮－十大金曲獎(My logo)、年度全能藝人獎 - 新加坡E樂大賞優勢流行榜－年度歌曲獎(My logo) - 第1屆全球流行音樂金榜－年度最受歡迎新人獎、年度二十大金曲獎(say no)、新加坡1003點播冠軍(My logo) - 第11屆蒙牛酸酸乳音樂風雲榜－年度最受歡迎男歌手獎 - 第15屆全球華語音樂榜中榜－內地最受歡迎男歌手獎 - Music Radio中國TOP排行榜－內地全能藝人獎、內地最受歡迎新人獎 - 時裝男士L'OFFICIEL HOMMES星勢力－樂壇星勢力獎 - 第5屆咪咕匯無線音樂排行榜－年度藝人獎、無線音樂官網年度搜索超人氣歌手獎 - 风尚权力榜颁奖盛典－亚洲偶像獎 - 芭莎男士品位成功年度人物颁獎盛典－絕對吸引力明星獎 - 北京電視台文娱十年影響力盛典－最具人氣偶像歌手獎 - 第2届纽約中國電影節－亞洲最受歡迎藝人獎 - 2011GQ年度人物頒獎盛典－年度流行藝人獎 |
| 2012 | - 第12屆蒙牛酸酸乳音樂風雲榜－年度最受歡迎男歌手獎 - 第7屆摩納哥電影節－傑出藝術成就獎(大武生) - 風尚權力榜頒獎盛典－風尚影像明星獎 - 男人装百期嘉年华盛典－最具影響力大獎 - 第3屆樂視網影視盛典－年度电影最受歡迎男演员獎 - 第11届CCTV-MTV音樂盛典－內地最受歡迎男歌手獎 - 第19届MTV Europe Music Awards－全球風格表演大獎 |
| 2013 | - 新浪微博之夜－微博年度風尚人物獎 - 搜狐時尚權力榜－年度時尚影響力男明星獎 - KCA美國兒童選擇獎－亞洲最受歡迎藝人獎 - 第13屆音樂風雲榜盛典－最佳唱片企劃獎(寒更)、最佳舞曲歌手獎(寒更)、最受歡迎男歌手獎、最佳舞曲獎(小丑面具)、最佳音樂錄影帶(小丑面具) |
| 2014 | - 新浪微博之夜－微博年度男神獎 - 第22届世界音乐大奖－最佳男藝人獎 |
| 2016 | - 第16届音乐风云榜年度盛典－最佳男歌手獎、年度最佳全能藝人獎、年度最佳音樂錄影帶獎 |
| 2017 | - 时尚COSMO美丽盛典年度最美人物奖 |
| 2018 | - 时尚COSMO美丽盛典年度闪耀美丽偶像 - 中国双塔山爱情电影周 ：2017年度爱情电影的优秀男主角 |

## 備註
1. ↑  http://tw.news.yahoo.com/article/url/d/a/101222/2/2jfwa.html%5B%5D
2. ↑  《致青春》8大主要角色点评  的存檔，存档日期2013-06-08.
3. ↑  .   [2013-08-05]. （原始内容存档于2013-11-12）.

- a.^  見2006年9月2日KBS播映的明星金鐘。

## 外部連結
- 韓庚的新浪微博
- 韓庚的Instagram帳戶
- 韓庚的X（前Twitter）